# Musculus gracilis
Der Musculus gracilis (lateinisch; deutsch „schlanker Muskel“, Schlankmuskel) ist ein oberflächennaher Skelettmuskel des Oberschenkels und zählt zu seinen Adduktoren.

## Verlauf
Der Muskel entspringt vom Schambein und zieht nahezu gerade nach distal, während die anderen, weiter lateral gelegenen, Adduktoren eher schräg verlaufen. Sein schlanker Muskelbauch, welcher – ähnlich wie der Sartorius – in einem eigenen Faszienschlauch liegt, geht am distalen Drittel des Oberschenkels in eine lange und zarte Endsehne über, die dorsal von der medialen Femurkondyle sich gemeinsam mit den Sehnen des Sartorius und des Semitendinosus zu einer Sehnenplatte (Pes anserinus) an der medialen Seite des Schienbeins inseriert.

## Funktion
Der Wirkungsbereich des schlanken Muskels erstreckt sich über das Hüftgelenk und das Kniegelenk. Im Hüftgelenk beugt er den Oberschenkel, zieht ihn zur Körpermitte (Adduktion) und führt zu einer Innenrotation. Im Kniegelenk beugt er den Unterschenkel und dreht ihn nach innen (medial).
Bei den vierfüßigen Säugetieren ist er vornehmlich ein Adduktor, partiell wirkt er auch als Strecker (Extensor) des Kniegelenks. Bei Schlachttieren ist der Muskel Teil der Oberschale.

## Klinische Bedeutung
Der M. gracilis wird in der Chirurgie als freier Lappen zur Rekonstruktion von Weichteilen genutzt. In der plastischen Chirurgie wird er aufgrund seiner Eigenschaften insbesondere zur Rekonstruktion von kleinen Brüsten bei besonders dünnen oder bereits am Abdomen operierten Frauen genutzt (transversaler myokutaner Gracilis-Lappen, TMG-Lappen). Bei chirurgischen Eingriffen an der Schulter dient der Schlankmuskel zum sekundären Stabilisieren veralteter Schultereckgelenkssprengungen, die nicht primär versorgt worden sind.
Die Muskelssehne kann bei der Rekonstruktion des Vorderen Kreuzbandes mitverwendet werden, ist jedoch alleine zu schwach, um dieses ersetzen zu können.

## Trivia
Eine archaische anatomische Bezeichnung für den Muskel ist „Jungfrauenhüter“ (lat. musculus custos virginitatis) aufgrund seiner „zutrittverschließenden“ Funktion zum weiblichen Geschlechtsorgan.